# Sončni tempelj Konark
Sončni tempelj Konark je tempelj iz 13. stoletja našega štetja (leto 1250) v Konarku, približno 35 kilometrov severovzhodno od mesta Puri na obali v okrožju Puri, Odiša, Indija. Tempelj pripisujejo kralju Narasingha Deva I. iz vzhodne dinastije Ganga okoli leta 1250 n. št.
Ostanki kompleksa templja, posvečenega hindujskemu bogu sonca Surji, so videti kot 30 m visok voz z ogromnimi kolesi in konji, ki so vsi izklesani iz kamna. Ko je bil nekoč visok več kot 61 m, je velik del templja zdaj v ruševinah, zlasti velik stolp šikara nad svetiščem; nekoč se je dvignil veliko višje od mandape, ki ostaja. Strukture in elementi, ki so preživeli, slovijo po svojih zapletenih umetninah, ikonografiji in temah, vključno z erotičnimi prizori kama in mithuna. Imenuje se tudi Surja Devalaja in je klasična ilustracija sloga arhitekture Odiša ali arhitekture Kalinga.
Vzrok za uničenje templja Konark je nejasen in še vedno ostaja vir polemik. Teorije segajo od naravne škode do namernega uničenja templja med večkratnim plenjenjem muslimanske vojske med 15. in 17. stoletjem. Ta tempelj so v poročilih evropskih pomorščakov že leta 1676 imenovali črna pagoda, ker je bil videti kot velik večstopenjski stolp, ki je bil videti črn. Podobno so tempelj Džaganath v Puriju imenovali bela pagoda. Oba templja sta služila kot pomembna mejnika za mornarje v Bengalskem zalivu. Tempelj, ki obstaja danes, je bil delno obnovljen z ohranitvenimi prizadevanji arheoloških ekip Britanske Indije. Leta 1984 je bil razglašen za svetovno dediščino Unesca in ostaja glavno romarsko mesto za Hindujce, ki se tukaj vsako leto zberejo na Čandrabhaga Melā okoli meseca februarja.
Sončni tempelj Konark je upodobljen na hrbtni strani bankovca za 10 rupij v indijski valuti, da bi označil njegov pomen za indijsko kulturno dediščino.

## Etimologija
Ime Konark (Koṇarka) izhaja iz kombinacije sanskrtskih besed Koṇa (vogal ali kot) in Arka (sonce). Kontekst izraza Kona je nejasen, vendar se verjetno nanaša na jugovzhodno lokacijo tega templja znotraj večjega tempeljskega kompleksa ali v odnosu do drugih sončnih templjev na podcelini.[12] Arka se nanaša na hindujskega boga sonca Surja.

## Lokacija
Tempelj stoji v istoimenski vasi (zdaj območje NAC) približno 35 km severovzhodno od Purija in 65 kilometrov jugovzhodno od Bhubanesvarja na obali Bengalskega zaliva v indijski državi Odiša. Najbližje letališče je letališče Bidžu Patnaik v Bhubanesvarju, Odiša. Tako Puri kot Bhubanesvar sta glavni železniški vozlišči, ki ju povezujejo indijske železnice.
Sončni tempelj Konark je bil zgrajen leta 1250 n. št. med vladavino kralja Vzhodne Gange Narasingha Deva I. iz kamna v obliki velikanskega okrašenega voza, posvečenega bogu Sonca Surji. V hindujski vedski ikonografiji je Surja predstavljen kot vzhajajoč na vzhodu in hitro potujoč po nebu v kočiji, ki jo vleče sedem konj. Običajno ga opisujejo kot sijajno stoječo osebo, ki drži v obeh rokah lotosov cvet in se vozi s kočijo, ki jo vodi kočijaž Aruna. Sedem konj je poimenovanih po sedmih metrih sanskrtske prozodije: Gajatri, Brihati, Ušnih, Džagati, Trištubha, Anuštubha in Pankti. Ob Surji običajno vidimo dve boginji, ki predstavljata boginji zore, Uša in Pratjuša. Boginji sta prikazani kako streljata s puščicami, kar je simbol njune pobude pri boju proti temi. Arhitektura je prav tako simbolična, z dvanajstimi pari koles kočije, ki ustrezajo 12 mesecem hindujskega koledarja, vsak mesec pa je razdeljen na dva cikla (Šukla in Krišna).
Tempelj Konark predstavlja to ikonografijo v velikem obsegu. Ima 24 dovršeno izklesanih kamnitih koles, ki imajo premer skoraj 3,7 m in jih vleče sedem konj. Ko ga gledamo iz notranjosti ob zori in sončnem vzhodu, se zdi, da tempelj v obliki voza prihaja iz globin modrega morja in nosi sonce.
Načrt templja ima vse tradicionalne elemente hindujskega templja, postavljenega na kvadratni tloris. Po Kapili Vatsyayan, tloris, kot tudi postavitev skulptur in reliefov, sledijo geometriji kvadrata in kroga, oblikam, ki jih najdemo v besedilih o načrtovanju templja Odiša, kot je Silpasarini. Ta struktura mandale je seznanjena z načrti drugih hindujskih templjev v Odiši in drugod.
Glavni tempelj v Konarku, lokalno imenovan deul, ne obstaja več. Obkrožala so ga pomožna svetišča z nišami, ki so prikazovale hindujska božanstva, zlasti Surjo v mnogih njegovih vidikih. Deul je bil zgrajen na visoki terasi. Tempelj je bil prvotno kompleks, sestavljen iz glavnega svetišča, imenovanega rekha deul ali bada deul (veliko svetišče). Pred tem je bil bhadra deul (majhno svetišče) ali džagamohana (zborna dvorana ljudstva) (v drugih delih Indije imenovana mandapa). Pritrjena ploščad se je imenovala pida deul, sestavljena iz kvadratne mandape s piramidasto streho. Vse te strukture so bile v svojem jedru kvadratne in vsaka je bila prekrita z načrtom Pančaratha, ki je vseboval raznoliko zunanjost. Osrednja projekcija, imenovana raha, je bolj izrazita kot stranske projekcije, imenovane kanika-paga, slog, katerega cilj je prepletanje sončne svetlobe in sence ter prispeva k vizualni privlačnosti strukture skozi ves dan. Priročnik za oblikovanje tega sloga najdemo v Silpa šastri starodavne Odiše.
Stene džagamohane so dvakrat širše, kot so bile visoke, visoke 30 m. Ohranjena struktura ima tri nivoje po šest pid. Ti se postopno zmanjšujejo in ponavljajo spodnje vzorce. Pidi so razdeljeni na terase. Na vsaki od teh teras stojijo kipi glasbenikov. Glavni tempelj in veranda džagamohana sta sestavljena iz štirih glavnih con: ploščadi, stene, debla in kronske glave, imenovane mastaka. Prve tri so kvadratne, medtem ko je mastaka okrogla. Glavni tempelj in džagamohana sta se razlikovala po velikosti, okrasnih temah in oblikovanju. To je bilo glavno deblo templja, imenovano gandi v srednjeveških hindujskih arhitekturnih besedilih, ki je bilo uničeno že zdavnaj. Svetišče glavnega templja je zdaj brez strehe in večine prvotnih delov.
Na vzhodni strani glavnega templja je Nata mandira (dob. plesni tempelj). Stoji na visoki, zapleteno izrezljani ploščadi. Relief na ploščadi je po slogu podoben tistemu na ohranjenih stenah templja. Po zgodovinskih besedilih je med glavnim templjem in Nata mandiro obstajal Aruna stambha (dob. Arunov steber), vendar ga ni več tam, ker je bil nekoč med težavno zgodovino tega templja prestavljen v Džagannatho v Puriju. Po Harleju besedila kažejo, da je bil prvotno kompleks zaprt v zidu 264 m krat 160 m, s prehodi na treh straneh.
Sončni tempelj je bil narejen iz treh vrst kamna. Klorit je bil uporabljen za vratno preklado in podboje ter nekatere skulpture. Laterit je bil uporabljen za jedro ploščadi in stopnišča v bližini temeljev. Kondalit je bil uporabljen za druge dele templja. Po Mitri je kamen kondalit sčasoma hitreje preperel, kar je morda prispevalo k eroziji in pospešilo škodo, ko so bili deli templjev uničeni. Nobenega od teh kamnov ni v naravi v bližini, arhitekti in obrtniki pa so morali pridobiti in premakniti kamne iz oddaljenih virov, verjetno z uporabo rek in vodnih kanalov v bližini mesta. Zidarji so nato obdelali kamen, pri čemer so bili kamni polirani in obdelani tako, da so spoji komaj vidni.
Prvotni tempelj je imel glavno svetišče (vimana), ki naj bi bilo visoko 70 m. Glavna vimana je padla leta 1837. Glavna dvorana za občinstvo mandapa (džagamohana), ki je visoka približno 39 m, še vedno stoji in je glavna stavba v ohranjenih ruševinah. Med stavbami, ki so se ohranile do danes, sta plesna dvorana (Nata mandira) in jedilnica (Bhoga mandapa).

## Reliefi in kiparstvo
Stene templja od podnožja do kronskih elementov so okrašene z reliefi, mnogi dodelani do miniaturnih detajlov draguljarske kakovosti. Terase vsebujejo kamnite kipe moških in glasbenic, ki držijo različne glasbene inštrumente, vključno z vino, mardalo, gini. Druga večja umetniška dela so skulpture hindujskih božanstev, apsar in podobe iz vsakdanjega življenja in kulture ljudi (artha in prizori darme), različne živali, vodna bitja, ptice, legendarna bitja in frizi, ki pripovedujejo hindujska besedila. Rezbarije vključujejo čisto dekorativne geometrijske vzorce in rastlinske motive. Nekatere plošče prikazujejo podobe iz kraljevega življenja, kot je ena, ki prikazuje, kako prejema nasvet od guruja, kjer so umetniki kralja simbolično upodobili kot veliko manjšega od guruja, s kraljevim mečem, ki počiva na tleh poleg njega.
Plast upana (oblikovanje) na dnu ploščadi vsebuje frize slonov, korakajočih vojakov, glasbenikov in podobe, ki prikazujejo posvetno življenje ljudi, vključno z lovskimi prizori, karavano udomačenih živali, ljudmi, ki nosijo zaloge na glavi ali s pomočjo volovske vprege, popotniki, ki ob cesti pripravljajo obrok, in praznične procesije. Na drugih stenah so slike, ki prikazujejo vsakdanje življenje elite in navadnih ljudi. Na primer, dekleta so prikazana, kako si mešajo mokre lase, stojijo ob drevesu, gledajo skozi okno, se igrajo s hišnimi ljubljenčki, se ličijo, medtem ko se gledajo v ogledalo, igrajo glasbila, kot je vina, preženejo opico, ki poskuša grabljeni predmeti, družina, ki se poslavlja od ostarele babice, ki se zdi oblečena za romanje, mati, ki blagoslavlja svojega sina, učitelj z učenci, jogi med stoječo asano, bojevnik, ki ga pozdravljajo z namaste, mati z otrokom, starka s sprehajalno palico in skledo v rokah, med drugim komični liki.
Tempelj Konark je znan tudi po svojih erotičnih skulpturah maithunas. Prikazujejo pare v različnih fazah dvorjenja in intimnosti ter v nekaterih primerih teme spolnega odnosa. Te podobe, ki so bile v kolonialnem obdobju razvpite zaradi svojega neoviranega slavljenja spolnosti, so vključene v druge vidike človeškega življenja, pa tudi v božanstva, ki so običajno povezana s tantro. Zaradi tega so nekateri domnevali, da so erotične skulpture povezane s tradicijo vama marga (leva roka tantre). Vendar pa to ni podprto z lokalnimi literarnimi viri in te slike so morda isti prizori kama in mithuna, ki jih najdemo vključene v umetnost mnogih hindujskih templjev. Erotične skulpture najdemo na šikari v templju in ponazarjajo vse bandhe (oblike mudre), opisane v Kamasutri.
Druge velike skulpture so bile del vhodov v tempeljski kompleks. Med njimi so levi v naravni velikosti, ki krotijo slone, sloni, ki krotijo demone, in konji. Velik steber, posvečen Aruni, imenovan Aruna Stambha, je nekoč stal pred vzhodnimi stopnicami verande. Tudi to je bilo zapleteno izrezljano z vodoravnimi frizi in motivi. Zdaj stoji pred templjem Džagannatha v Puriju.

### Hindujska božanstva
Zgornji nivoji in terasa Sončnega templja Konark vsebujejo večja in pomembnejša umetniška dela kot spodnji nivo. Sem spadajo podobe glasbenikov in mitološke pripovedi ter skulpture hindujskih božanstev, vključno z Durgo v njenem vidiku Mahišasuramardini, ki ubija bivoljega demona, ki spreminja obliko (šaktizem), Višnujem v njegovi obliki Džagannatha (vaišnavizem) in Šivo kot (precej poškodovano) lingam (šivaizem). Nekatere bolje ohranjene frize in skulpture so pred letom 1940 odstranili in preselili v muzeje v Evropi in večjih mestih Indije.
Hindujska božanstva so upodobljena tudi v drugih delih templja. Na primer, medaljoni koles vozov v templju Surja, kot tudi anuratha umetniško delo džagamohane prikazujejo Višnuja, Šivo, Gadžalakšmija, Parvati, Krišno, Narasimho in druga božanstva. Na džagamohani najdemo tudi skulpture vedskih božanstev, kot so Indra, Agni, Kubera, Varuna in Âditjas.

### Slog
Tempelj sledi tradicionalnemu slogu arhitekture Kalinga. Orientiran je proti vzhodu, tako da prvi sončni žarki padajo na glavni vhod. Tempelj, zgrajen iz hondalitskih kamnin je bil prvotno zgrajen ob ustju reke Čandrabhaga, vendar se je vodna gladina od takrat umaknila. Kolesa templja so sončne ure, ki jih je mogoče uporabiti za izračuna čas natančno do minute.

## Zgodovina

### Konark v besedilih
Konark, ki se v indijskih besedilih omenja tudi z imenom Kainapara, je bil v prvih stoletjih našega štetja pomembno trgovsko pristanišče. Trenutni tempelj Konark izvira iz 13. stoletja, čeprav dokazi kažejo, da je bil sončni tempelj na območju Konarka zgrajen vsaj do 9. stoletja. Več Purana omenja centre čaščenja Surja v Mundiri, kar je bilo morda prejšnje ime za Konark, Kalapriya (Mathura) in Multan (zdaj v Pakistanu).
Glede na Madala Pandži je bil nekoč v regiji še en tempelj, ki ga je zgradil Pundara Kesari. Morda je bil Purandžaja, vladar dinastije Somavamši iz 7. stoletja.

### Gradnja
Trenutni tempelj se pripisuje Narasimha Devi I. iz vzhodne dinastije Ganga, vladal 1238–1264 n. št. Je eden redkih hindujskih templjev, katerih zapisi o načrtovanju in gradnji, napisani v sanskrtu v pisavi Odia, so ohranjeni v obliki rokopisov iz palmovih listov, ki so bili odkriti v vasi v 1960-ih in pozneje prevedeni. Tempelj je sponzoriral kralj, njegovo gradnjo pa je nadzoroval Šiva Samantaraya Mahapatra. Zgrajen je bil v bližini starega templja Surja. Skulptura v svetišču starejšega templja je bila ponovno posvečena in vključena v novejši večji tempelj. To kronologijo razvoja templja podpirajo številni napisi na bakrenih ploščah iz obdobja, v katerem se tempelj Konark imenuje 'velika koča'.
Po mnenju Jamesa Harlea je bil tempelj, kot je bil zgrajen v 13. stoletju, sestavljen iz dveh glavnih struktur, plesne mandape in velikega templja (deul). Manjša mandapa je struktura, ki je ohranjena; veliki deul je propadel nekje v poznem 16. stoletju ali kasneje. Po Harleju je moral prvotni tempelj »prvotno stati približno 69 m«, vendar so ostali le deli njegovih sten in okrasnih letvic.

### Poškodbe in ruševine
Tempelj je bil pred obnovo v ruševinah. Ugibanja o vzroku uničenja templja se nadaljujejo. Zgodnje teorije so trdile, da tempelj ni bil nikoli dokončan in da se je med gradnjo zrušil. Temu nasprotujejo besedilni dokazi in dokazi iz napisov. Zdi se, da napis na bakreni plošči Kenduli iz leta 1384 iz časa vladavine Narasimhe IV. kaže, da tempelj ni bil le dokončan, ampak tudi aktivno mesto čaščenja. Drugi napis navaja, da so bila različna božanstva v templju posvečena, kar tudi nakazuje, da je bila gradnja templja končana. Nehindujski besedilni vir, besedilo Ain-i-Akbari Abul Fazla iz Akbarjeve dobe iz 16. stoletja, omenja tempelj Konark in ga opisuje kot uspešno mesto s templjem, zaradi katerega so bili obiskovalci »presunjeni nad njegovo znamenitostjo«, brez omembe ruševin. 200 let pozneje, med vladavino Marathov v Odiši v 18. stoletju, je sveti mož Maratha našel tempelj zapuščen in zaraščen. Marate so tempeljsko Aruna stambho (steber z Aruno s kočijažem, ki sedi na vrhu) premestili k vhodu Levjih vrat templja Džagannath v Puriju.
Besedila iz 19. stoletja omenjajo ruševine, kar pomeni, da je bil tempelj poškodovan namerno ali zaradi naravnih vzrokov nekje med letoma 1556 in 1800. Potem ko je Sončni tempelj prenehal privabljati vernike, je Konark opustel in leta izginjal v gostih gozdovih.
Po besedah Thomasa Donaldsona dokazi kažejo, da je mogoče poškodbe in uničeno stanje templja datirati med poznim 16. in zgodnjim 17. stoletjem iz zapisov o različnih raziskavah in popravilih, najdenih v besedilih zgodnjega 17. stoletja. Ti tudi zapisujejo, da je tempelj ostal mesto bogoslužja v začetku 17. stoletja. Ti zapisi ne navajajo, ali so ruševine uporabljali bhakte za zbiranje in čaščenje ali pa je bil del poškodovanega templja še vedno v uporabi za kakšen drug namen.

### Prizadevanja za ohranitev
Leta 1803 je vzhodnoindijski pomorski odbor zahteval od generalnega guvernerja Bengalije, da se loti prizadevanj za ohranitev. Vendar pa je bil takrat edini ohranitveni ukrep prepoved nadaljnjega odstranjevanja kamnov z mesta. Brez strukturne podpore se je zadnji del glavnega templja, ki še vedno stoji, majhen zlomljen ukrivljen odsek, zrušil leta 1848. Glavni tempelj je zdaj popolnoma izgubljen.
Takratni radža iz Khurde, ki je imel jurisdikcijo nad to regijo v začetku 19. stoletja, je odstranil nekaj kamnov in skulptur, da bi jih uporabil v templju, ki ga je gradil v Puriju. Pri tem je bilo uničenih nekaj prehodov in nekaj skulptur. Leta 1838 je Bengalsko azijsko društvo zahtevalo prizadevanja za ohranitev, vendar so bile zahteve zavrnjene in uvedeni so bili samo ukrepi za preprečevanje vandalizma.
Leta 1859 je Bengalsko azijsko društvo predlagalo in leta 1867 poskušalo prestaviti arhitrav templja Konark, ki prikazuje navagraho, v indijski muzej v Kalkuti. Ta poskus je bil opuščen, ker je zmanjkalo sredstev. Leta 1894 so trinajst skulptur preselili v indijski muzej. Lokalno hindujsko prebivalstvo je nasprotovalo nadaljnjemu poškodovanju in odstranitvi ruševin templja. Vlada je izdala ukaze o spoštovanju lokalnih čustev. Leta 1903, ko so v bližini poskušali opraviti večja izkopavanja, je takratni namestnik guvernerja Bengalije J. A. Bourdillon ukazal, naj se tempelj zapre in napolni s peskom, da bi preprečil propad Džagamohane. Mukhasala in Nata Mandir sta bila popravljena do leta 1905.
Leta 1906 so drevesi casuarina in punnang posadili proti morju, da bi zagotovili zaščito pred vetrovi, obremenjenimi s peskom. Leta 1909 so med odstranjevanjem peska in ruševin odkrili tempelj Mayadevi. Unesco je templju leta 1984 podelil status svetovne dediščine.
8. septembra 2022 je ASI začel odstranjevati pesek iz Džagamohane, delo bo končano v treh letih. V templju bodo nameščeni potrebni nosilci iz nerjavečega jekla in izvedena bodo popravila.

## Galerija
- Razširjen pogled na sončni tempelj Konark
- Struktura glavnega templja, sončni tempelj Konark
- Nata mandir
- Pogled od spredaj na Nata mandir
- Simha-gaja pri vhodu
- Preperela skulptura konja
- Sloni templja Konark
- Sekundarni kip boga sonca
- Skulptura na steni templja
- Tempelj Majadevi v Konarku
- Skulptura makare v templju Majadevi
- Vaišnavov tempelj
- Svetišče vaišnavovega templja
- Rezbarije na templju Sonca
- Skulptura na steni templja
- Skulptura, vzeta iz mesta v Britanskem muzeju
- Replika sončnega templja v Gwaliorju
- Bližnji posnetek motiva v središču kamnitega kolesa
- Pogled od zadaj na sončni tempelj Konark
- Rosasala ali kuhinja tempeljskega kompleksa
- Fotografija z dolgo osvetlitvijo čudovitega sončnega templja, Konark, Odišha, ponoči.